# 나차레노 나탈레
나차레노 나탈레(이탈리아어: Nazzareno Natale, 1938년 4월 4일 ~ 2006년 6월 21일)는 이탈리아의 배우이다.

## 영화
- 갱스 오브 뉴욕 (2002년)
- 슬러그의 저주 (1988년)
- 1900년 (1976년)
- 석양의 갱들 (1971년)
- 석양의 무법자 (1965년)